# Francisco de Sales Alencar Batista
Dom Francisco de Sales Alencar Batista, O. Carm. (Araripina, 17 de abril de 1968) é um frade carmelita e bispo católico brasileiro. 7º Bispo da Diocese de Mossoró, no Rio Grande do Norte. Foi nomeado bispo desta Diocese em 18 de novembro de 2023, pelo Papa Francisco, enquanto exercia a função de Bispo de  Cajazeiras no estado da Paraíba.

## Biografia
Francisco de Sales Alencar Batista, nasceu 17 de abril de 1968 em Araripina, na época Diocese de Petrolina, hoje Diocese de Salgueiro, em Pernambuco. Ele fez a profissão religiosa na Ordem dos Freis Carmelitas aos 24 de janeiro de 1988 e foi ordenado sacerdote em 29 de novembro de 1995. Completou seus estudos de Filosofia no Instituto Salesiano de Filosofia (Insaf), em Olinda, e as de teologia na The Milltown of Theology and Philosophyde, Dublin, Irlanda. Em seguida, ele obteve uma licenciatura em teologia espiritual no Pontifício Instituto de Espiritualidade Teresianum de Roma.
Durante o seu ministério sacerdotal exerceu os seguintes cargos: formador dos estudantes de filosofia; reitor da Basílica do Carmo, em Recife; pároco; Conselheiro e Prior Provincial da Província Carmelita de Pernambuco; Vice-Prior da Comunidade do Colégio Internacional “Sant’Alberto” em Roma. Até ser nomeado bispo da diocese de Cajazeiras, em 2016, estava como Secretário-Geral da sua ordem, em Roma.
Em 18 de novembro de 2023 foi nomeado bispo de Mossoró após a renúncia de Dom Mariano Manzana, que completou 75 anos em 2023 e estava à frente da referida diocese há dezenove anos. Tomou posse como sétimo bispo diocesano em 17 de fevereiro de 2024, em solene celebração eucarística no adro da Catedral de Santa Luzia em Mossoró.